# Bagamér (keresztnév)
A Bagamér a szláv Bogumir név Árpád-kori magyar alakja, jelentése: isten + béke.

## Gyakorisága
Az 1990-es években szórványosan fordult elő, a 2000-es években nem szerepel a 100 leggyakoribb férfinév között.

## Névnapok
- február 8.[2]
- november 8.[2]